# Abraxas leucomelaina
Abraxas leucomelaina là một loài bướm đêm trong họ Geometridae.